# 텍사스 대학교 리오그란데밸리
텍사스 대학교 리오그란데밸리(University of Texas Rio Grande Valley, UTRGV)는 텍사스주 리오그란데밸리 지역에 여러 캠퍼스를 둔 공립 연구형 대학이다. 본교는 에든버그(Edinburg)에 위치해 있다. 이 대학은 텍사스 대학교 시스템의 가장 남쪽에 위치한 캠퍼스이다. 2013년 텍사스 주의회의 결정에 따라, 텍사스 대학교 브라운스빌(UT-Brownsville)과 텍사스 대학교-판아메리칸(UT-Pan American)이 통합되면서 설립되었다.
2024년 가을 기준, UTRGV의 재학생 수는 34,343명으로,이는 텍사스 내에서 9번째로 큰 대학이자, 텍사스 대학교 시스템 내에서는 4번째로 큰 규모다. 또한 UTRGV는 미국 내 히스패닉계 다수 등록 학생 대학 중 하나로, 학생의 약 89.2%가 히스패닉계이며, 대부분은 멕시코계 미국인이다. 2020년에는 “R2: 박사과정 대학 – 높은 연구 활동(High research activity)”으로 분류되었다.

## 학문 구조 및 단과대학
총 11개의 단과대학이 있으며, 다음과 같다:
- 교육대학 (College of Education and P-16 Integration)
- 공학 및 컴퓨터공학대학 (College of Engineering and Computer Science)
- 예술대학 (College of Fine Arts) 보건학대학 (College of Health Affairs)
- 인문사회과학대학 (College of Liberal Arts)
- 의과대학 (School of Medicine)
- 자연과학대학 (College of Sciences)
- 경영대학 (Robert C. Vackar College of Business and Entrepreneurship)
- 대학원 (Graduate College)
- 명예대학 (Honors College)
- 일반대학 (University College)

## 등록금
2024–2025학년도 기준, 국제 학부생의 연간 학비 및 수수료는 약 20,000달러이며, 주거비 및 생활비를 포함한 전체 1년 유학 비용은 약 35,000달러로 추산된다.
국제 학생은 일정한 조건을 충족할 경우 인스테이트 등록금(in-state tuition) 혜택을 받을 수 있다. 대표적으로 학기당 1,000달러 이상의 경쟁 장학금을 수혜하거나, 연구 조교(RA) 또는 교육 조교(TA) 등의 조교직을 수행하는 경우 해당된다. 이 경우 연간 학비는 약 10,000달러 수준으로 줄어든다. 주거비 및 생활비를 포함한 전체 1년 유학 비용은 약 25,000달러로 추산된다.

## 장학금 및 근로
국제 학생은 학기 중 주당 최대 20시간까지 캠퍼스 내 유급 근로가 가능하다. 단, 미국 내 시민권자나 영주권자를 대상으로 운영되는 연방 워크스터디(Federal Work-Study) 프로그램에는 참여할 수 없다. 또한 컴퓨터 과학(Computer Science)과 같이 조교 인력이 많이 필요한 전공에서는 대학원생에게 교육 조교(TA) 기회가 비교적 많이 제공된다. 각 학과별 조교직 기회는 학과 사무실을 통해 문의할 수 있다.

## 역사
2012년 12월, 텍사스 대학교 시스템 이사회는 텍사스 대학교 판아메리칸(University of Texas–Pan American, UTPA)과 텍사스 대학교 브라운스빌(University of Texas at Brownsville, UTB)을 통합하여 새로운 공립 대학교를 설립하는 계획을 승인하였다. 이후 2013년 6월, 텍사스 주정부는 해당 통합 대학의 설립을 공식화하는 법안을 통과시켰으며, 같은 해 12월, 새로운 대학의 명칭을 텍사스 대학교 리오그란데밸리(University of Texas Rio Grande Valley, UTRGV)로 확정하였다.
2014년, 이사회는 체육팀의 공식 별칭을 “Vaqueros(바케로스)”로 지정하고, 대학의 상징 색상으로 파랑(Blue), 초록(Green), 주황(Orange)을 채택하였다. UTRGV는 2015년 8월 31일에 공식 개교하였다.